# Pfeifer Anger
Pfeifer Anger este o arie protejată (arie de protecție specială avifaunistică — SPA) din Austria întinsă pe o suprafață de 152 ha, integral pe uscat.

## Localizare
Centrul sitului Pfeifer Anger este situat la coordonatele 48°03′15″N 12°57′45″E / 48.0542°N 12.9625°E.

## Înființare
Situl Pfeifer Anger a fost declarat arie de protecție specială avifaunistică în decembrie 1997 pentru a proteja 27 de specii de animale.

## Biodiversitate
Situată în ecoregiunea continentală, aria protejată nu include niciun habitat protejat.
La baza desemnării sitului se află mai multe specii protejate de  păsări (27): rață pitică (Anas crecca), fâsă de luncă (Anthus pratensis), stârc roșu (Ardea purpurea), barză albă (Ciconia ciconia), barză neagră (Ciconia nigra), erete de stuf (Circus aeruginosus), erete vânăt (Circus cyaneus), ciocănitoare neagră (Dryocopus martius), presură de stuf (Emberiza schoeniclus), șoimul rândunelelor (Falco subbuteo), becațină comună (Gallinago gallinago), cocor (Grus grus), sfrâncioc roșiatic (Lanius collurio), sfrâncioc mare (Lanius excubitor), Locustella naevia, gușă albastră (Luscinia svecica), gaia neagră (Milvus migrans), gaia roșie (Milvus milvus), culic mare (Numenius arquata), vultur pescar (Pandion haliaetus), viespar (Pernis apivorus), ciocănitoare verzuie (Picus canus), cristei de baltă (Rallus aquaticus), mărăcinar (Saxicola rubetra), mărăcinar negru (Saxicola torquatus), chiră de baltă (Sterna hirundo), nagâț (Vanellus vanellus).